# Life’s a Trip
Life’s a Trip (stylizowany zapis wielkimi literami) – debiutancki album studyjny amerykańskiego rapera Trippie Redd. Został wydany 10 sierpnia 2018 roku przez TenThousand Projects. Na albumie gościnnie wystąpili Diplo, Young Thug, Reese Laflare i Travis Scott. Produkcją zajmowali się między innymi OZ, Murda Beatz, Beat Pusher, Honorable CNOTE, Avedon, Diplo, Scott Storch, Wheezy, Boaz van de Beatz i WE ARE THE STARS. Okładkę albumu zaprojektował kanadyjski artysta Stephen Gibb. Kontynuacja albumu zatytułowana Trip at Knight została wydana 20 sierpnia 2021 roku.

## Tło
31 lipca 2018 roku ogłoszono album wraz z datą wydania i okładką.

## Single
Główny singel z albumu „Dark Knight Dummo” został wydany 6 grudnia 2017 r. Piosenka zawiera gościnny występ amerykańskiego rapera Travisa Scotta, z produkcją Honorable C.N.O.T.E. Piosenka osiągnęła szczyt na 72 miejscu na amerykańskiej liście Billboard Hot 100. Piosenka pokryła się platyną w USA.

## Odbiór krytyczny
Life’s A Trip otrzymało ciepłą reakcję krytyków. Charles Holmes z XXL opisał album jako „pobłażliwy, dopracowany i głęboko osobisty”, dodając, że „wokalnie jego równowaga między powściągliwą i bombastyczną dostawą jest niezrównana.” Scott Glaysher z Hiphopdx chwalił eksperymentowanie albumu i mieszanie gatunków: " Jego młody kunszt błyszczy, gdy maluje zdjęcia życia we wszystkich gatunkach-nie tylko typowo hip-hopowymi.”
W mieszanej recenzji Alphonse Pierre z Pitchfork, krytyk zauważył monotonię w produkcji i brak tożsamości: „Life’s A Trip jest wypchana wymuszonymi wyborami produkcyjnymi, które upośledzają przesadny głos Trippie’ego z uderzenia wszystkich jego dziwactw. To wyraźne potrzeby aby raper poświęcił więcej czasu na rozwinięcie jego dźwięku i prążkowanie kierunku, który nie wydaje się objazdem. Możliwy jest wielki album Trippie Redda, ale najpierw musi zniszczyć wszystkie gitary w jego pobliżu, zablokować komórkę Diplo i użyć mocy jego głosu oraz stylu typowo z SoundClouda. HotNewHipHop napisało, że Trippie Redd„ dowodzi jego wszechstronności, ale często oddala się od jego mocnych stron ”, odchodząc od„ obiecującej formuły ”ustanowionej” przez jego poprzednie wydania.

## Odbiór komercyjny
Life’s a Trip zadebiutowało na czwartym miejscu na liście Billboard 200 w USA, sprzedając się w ilości 72 tysięcy egzemplarzy w pierwszym tygodniu. 20 czerwca 2019 roku album zdobył certyfikat złotej płyty za łączną sprzedaż wynoszącą ponad 500 000 egzemplarzy w Stanach Zjednoczonych.

## Lista utworów
| No.                | Tytuł                                             | Twórcy                                                                               | Producenci                                             | Długość |
| ------------------ | ------------------------------------------------- | ------------------------------------------------------------------------------------ | ------------------------------------------------------ | ------- |
| 1.                 | "Together"                                        | - Michael White IV - Austin Leech - Conner Leech                                     | We Are the Stars                                       | 2:44    |
| 2.                 | "Taking a Walk"                                   | - White - Scott Storch - Vincent van den Ende                                        | - Storch - Avedon                                      | 2:01    |
| 3.                 | "Wish" (gościnnie: Diplo)                         | - White - Thomas Pentz - Boaz de Jong - Wyatt Sanders - Robin P. Francesco           | - Diplo - Boaz van de Beatz - Sanders - Yoda Francesco | 2:56    |
| 4.                 | "Missing My Idols"                                | - White - Ozan Yildirim - Nik Frascona                                               | - OZ - Nik D                                           | 2:26    |
| 5.                 | "Forever Ever" (gość: Young Thug i Reese Laflare) | - White - Jeffery Williams - Maurice Williams - Shane Lindstrom - Robert Mandell     | - Murda Beatz - G Koop                                 | 3:57    |
| 6.                 | "Bird Shit"                                       | - White - Wesley Glass - A. Leech - C. Leech                                         | - Wheezy - We Are the Stars                            | 3:48    |
| 7.                 | "Bang!"                                           | - White - Yildirim                                                                   | OZ                                                     | 4:43    |
| 8.                 | "How You Feel"                                    | - White - Austin Schindler - Andrew Franklin - Raynford Humphrey                     | - Austin Powerz - Pro Logic - Preme                    | 4:34    |
| 9.                 | "Dark Knight Dummo" (gość: Travis Scott)          | - White - Jacques Webster II - Carlton Mays Jr.                                      | Honorable C.N.O.T.E.                                   | 4:16    |
| 10.                | "Uka Uka"                                         | - White - Yildirim - Leon Ware - Arthur Ross                                         | OZ                                                     | 2:44    |
| 11.                | "Shake It Up"                                     | - White - Yildirim - Nima Jahanbin - Paimon Jahanbin - Angelo Arce - Laraya Robinson | - OZ - Wallis Lane                                     | 1:56    |
| 12.                | "Oomps Revenge"                                   | - White - Gene Dunlap - Kathy Kosins - Rosamond Bryant                               | BeatPusher                                             | 2:00    |
| 13.                | "Gore"                                            | - White - Yildirim - Jacob Reske                                                     | - OZ - Reske                                           | 2:42    |
| 14.                | "Underwater FlyZone"                              | - White - A. Leech - C. Leech                                                        | We Are the Stars                                       | 5:48    |
| Całkowita długość: | Całkowita długość:                                | Całkowita długość:                                                                   | Całkowita długość:                                     | 46:43   |

## Pozycje na listach przebojów
| Lista (2018)                        | Pozycja |
| ----------------------------------- | ------- |
| Australia (ARIA)                    | 14      |
| Belgia (Ultratop Flanders)          | 31      |
| Belgia (Ultratop Wallonia)          | 45      |
| Kanada (Billboard)                  | 5       |
| Dania (Hitlisten)                   | 23      |
| Holandia (Album Top 100)            | 14      |
| Finlandia (Suomen virallinen lista) | 29      |
| Niemcy (Offizielle Top 100)         | 98      |
| Irlandia (IRMA)                     | 16      |
| Włochy (FIMI)                       | 91      |
| Nowa Zelandia (RMNZ)                | 11      |
| Norwegia (VG-lista)                 | 10      |
| Szwecja (Sverigetopplistan)         | 22      |
| Szwajcaria (Schweizer Hitparade)    | 39      |
| Wielka Brytania (OCC)               | 19      |
| Billboard 200                       | 4       |
| Top R&B/Hip-Hop Albums (Billboard)  | 4       |

| Lista (2018)                       | Pozycja |
| ---------------------------------- | ------- |
| Billboard 200                      | 134     |
| Top R&B/Hip-Hop Albums (Billboard) | 49      |

| Lista (2019)  | Pozycja |
| ------------- | ------- |
| Billboard 200 | 178     |

## Certyfikaty
| Kraj       | Certyfikat | Ilość sprzedanych jednostek |
| ---------- | ---------- | --------------------------- |
| USA (RIAA) | Platyna    | 1,000,000                   |